# Timed up and go test
Der Timed up and go Test (engl.: Zeitdauer für Aufstehen und Gehen) ist ein einfacher Mobilitätstest zur Beurteilung der Beweglichkeit bzw. des Körpergleichgewichts und der daraus resultierenden Gefahr eines Sturzes insbesondere des alternden Menschen.

## Beschreibung
- Durchführung: Die Person sitzt auf einem Stuhl mit Armlehnen. Auf Aufforderung soll sie sich – ohne fremde Hilfe – erheben, eine Strecke von 3 m gehen, umkehren und sich wieder setzen. Dabei darf sie Hilfsmittel wie eine Gehstütze verwenden.
- Fragestellung/Messmethode: Messung der Zeit, die für den Vorgang gebraucht wird.
- Interpretation: unter 10 Sekunden: Alltagsmobilität uneingeschränkt, 10 – 19 Sekunden: geringe Mobilitätseinschränkung, i. d. R. noch ohne Alltagsrelevanz, 20 – 29 Sekunden: abklärungsbedürftige, funktionell relevante Mobilitätseinschränkung, 30 und mehr Sekunden: ausgeprägte Mobilitätseinschränkung
- Zeitbedarf: ca. 5 Minuten

Vorteile der Testmethode: einfach durchführbar, keine Hilfsmittel erforderlich